# Cruviers-Lascours
Cruviers-Lascours es una comuna francesa situada en el departamento de Gard, en la región de Occitania.

## Demografía
| 291 | 280 | 300 | 353 | 443 | 444 | 701 |
| Para los censos de 1962 a 1999 la población legal corresponde a la población sin duplicidades (Fuente: INSEE [Consultar]) |     |     |     |     |     |     |